# Revista Moringa
Revista Moringa de Teatro e Dança é uma publicação do Departamento de Artes Cênicas da Universidade Federal da Paraíba, com tiragem de 500 exemplares iniciada em 2006. Inicialmente foi organizada pela atriz e diretora Paula Coelho, pelo dramaturgo Paulo Vieira, pelo coreógrafo Guilherme Schulze e a encenadora Christina Streva, todos professores da UFPb. 
Entre os anos de 2007-2008 a coordenação da revista esteve a cargo da professora Elvira d'Amorim. Em 2009 assume a coordenação o Professor Jose Tonezzi. Seu Conselho Editorial é formado pelos professores Sílvia Fernandes (USP), Antonio Cadengue (UFPE), Elena Vássina (USP), Elias Lopes (UFPB), José Sávio Araújo (UFRN), Luciano Maia (UNIRIO), Neyde Veneziano (Unicamp), Sérgio Carvalho (USP), Robson Corrêa de Camargo (UFG). Seu ISSN é 1980-8348.

## Edição de lançamento
O objetivo da Revista Moringa é tornar acessível ao público o melhor da produção acadêmica do Departamento de Artes Cênicas da Universidade Federal da Paraíba. Conforme descreve o Jornal União em artigo de 25 de abril de 2007, a edição inaugural traz  textos de Sérgio de Carvalho (Um longo desvio da teoria do teatro), Paula Coelho (O corpo do ator no trabalho de Gretowski), Luciano Maia (O tempo e a aplicação do sistema de Stanislavski) além de uma entrevista com Michal Kobialka, feita por Valmir Santos sobre o tema "A percepção do corpo na contemporaneidade", estes inseridos no que podemos chamar de ‘capítulos’ dedicados ao teatro e contemporaneidade; dentro do ‘capítulo’ teatro e história, a edição traz três textos: Gesto, Pantomina e Melodrama, de Robson Corrêa de Camargo; "Rússia, início do século XX: fundadores do teatro moderno", de Elena Vássina e "Teatro na Estante e Teatro no Palco: considerações sobre a língua viva do Teatro Popular", de Neyde Veneziano.
Publica-se também um  dossiê sobre a produção das artes cênicas na Paraíba com um texto do dramaturgo Paulo Vieira que trata sobre "A aventura dos anos noventa"; "Dançando nas brumas: um olhar sobre a dança teatral paraibana", de Guilherme Shulze; "A vasta teia do teatro paraibano", de Fernando Yamamoto e "Investigação Artística ou submissão mercadológica? (o falso dilema da atual produção teatral para crianças em João Pessoa)", de Márcio Marciano.
Segundo seus editores seu propósito é promover a reflexão sobre a prática e a pedagogia do Teatro e da Dança visando ao intercâmbio dos múltiplos caminhos da pesquisa nas Artes Cênicas desenvolvida no Estado como também nos demais Centros de Investigação de todo o País, representados nesta edição por alguns de seus incansáveis colaboradores (Jornal União em artigo de 25 de abril de 2007). O lançamento do primeiro número coincidiu com a criação do curso de Teatro - Licenciatura e Bacharelado em Interpretação da UFPB.

## Edição Especial
A edição de junho de 2007, traz um número especial sobre o ator e diretor teatral pernambucano Hermilo Borba Filho.

## Refêrencias
- Sumário do número 2 da Revista Moringa. Site do Departamento de Artes Cênicas da UFPb
- Jornal União em 25/04/2007[ligação inativa]
- Artigo sobre I Mostra de Teatro de Grupo[ligação inativa]
- nota do Sebrae sobre o  lançamento da Revista do Departamento de Artes Cênicas da UFPb
- Site do Paraíba News
- Latindex - site da Universidade Autonoma de México - Revistas Acadêmicas da América Latina, Espanha, Portugal e Caribe